# Козырева, Евгения Николаевна
Евге́ния Никола́евна Ко́зырева (1920—1992) — советская актриса театра и кино. Народная артистка РСФСР (1966). Член ВКП(б) с 1942 года.

## Биография

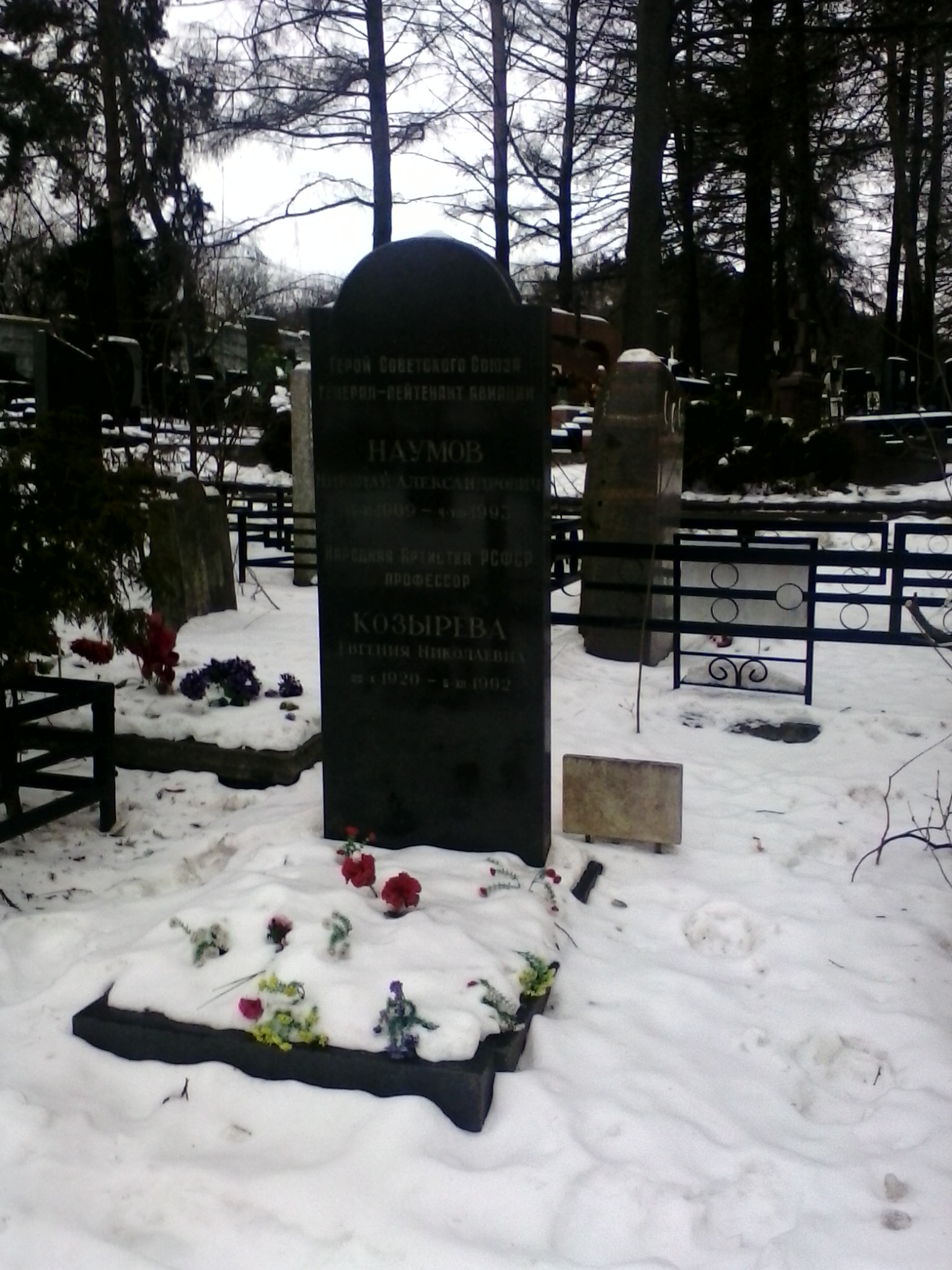
Могила Козыревой и Наумова на Троекуровском кладбище Москвы.

Родилась 20 октября 1920 года (по другим источникам — в 1924 году) в Смоленске.
Член ВКП(б) с марта 1942 года. Участница Великой Отечественной войны с мая 1942 года в должности заместителя политрука автороты 780-го батальона аэродромного обслуживания. Затем занимала должность секретаря политотдела 1-й воздушной истребительной армии ПВО.
В 1951 году окончила актёрский факультет ГИТИС (мастерская И. М. Раевского), тогда же стала актрисой МАДТ имени В. В. Маяковского, где прослужила 20 лет. Ушла из театра после конфликта с Андреем Гончаровым, возникшего в ходе постановки «Трамвая „Желание“».
В кино снималась с 1956 года.
С 1961 года преподавала в ГИТИСе актерское мастерство, с 1983 года профессор.  С 1971 года, когда Евгения Николаевна покинула театр, преподавание стало ее основной деятельностью. 
Жизни и творчеству актрисы посвящена глава 46 цикла «Чтобы помнили» Леонида Филатова.
Умерла 6 декабря 1992 года, похоронена на Троекуровском кладбище в Москве (9 уч.).

## Семья
- Первый муж — Межибовский Борис Константинович 
  - Дочь Галина Борисовна (1946 -2018)
- Второй муж — Николай Наумов (1909—1993), Герой Советского Союза, генерал-лейтенант авиации.

## Награды и звания
- Орден Отечественной войны 2-й степени (06.04.1985)[4].
- медали, в том числе:
- медаль «За боевые заслуги» (22.08.1944).
- Медаль «За трудовое отличие» (29.01.1954) — в связи с тридцатилетием Московского театра Драмы и отмечая заслуги работников театра в области развития советского театрального искусства[5].
- Заслуженная артистка РСФСР (1960).
- Народная артистка РСФСР (1966).

## Роли в театре
- 1951 — «Молодая гвардия» по А. А. Фадееву, реж. Н. Охлопков — Ульяна Громова
- 1953 — «Гроза» А. Н. Островского — Катерина
- 1956 — «Гостиница «Астория»» А. Штейна — Екатерина Михайловна — бывшая жена репрессированного Коновалова
- 1958 — «Побег из ночи» бр. Тур — Елена, дочь писателя Косогорова
- 1961 — «Медея» Еврипида — Медея
- «Семья Журбиных» В. Кочетова и С. Кары — Лида, бывшая жена Виктора
- «Домик на окраине» А. Арбузова — Вера
- «Аристократы» Н. Погодина — Сонька
- «Вишневый сад» — Варя
- «За час до рассвета» (Походный марш) А. Галича — Таня
- «Садовник и тень» по пьесе Л. Леонова «Половчанские сады» — Мать
- «Весенние скрипки» А. Штейна — Зоя
- «Океан» по А. Штейну — Маша
- «Трамвай «Желание»» Т. Уильямса — Бланш Дюбуа

## Роли в кино
- 1956 — Обыкновенный человек — Вера Артемьевна
- 1956 — Убийство на улице Данте — Мадлен Тибо, она же Катрин Рантье
- 1957 — Дорогой бессмертия — Густина Фучикова
- 1957 — Неповторимая весна — Елена Андреевна
- 1958 — Часы остановились в полночь — Ганна Ивановна Чёрная
- 1959 — В степной тиши — Варвара
- 1960 — Весенние грозы — Галина
- 1960 — Пять дней, пять ночей — Софья Дмитриевна Никитина
- 1966 — Июльский дождь — мать Лены
- 1967 — Медея —  Медея
- 1969 — Посол Советского Союза — Кристина Соренсон

## Озвучание мультфильмов
- 1958 — Сказ о Чапаеве